# Myrtaspis putianensis
Myrtaspis putianensis är en insektsart som först beskrevs av Tang 1986.  Myrtaspis putianensis ingår i släktet Myrtaspis och familjen pansarsköldlöss. Inga underarter finns listade i Catalogue of Life.